# Réserve précieuse
La réserve précieuse est le département d'une bibliothèque où sont conservés les ouvrages imprimés rares et précieux, aussi bien anciens que contemporains.

## Catégories d'ouvrages conservés à la réserve précieuse
Les livres conservés dans la réserve précieuse sont ceux qui ont une valeur patrimoniale certaine. Ce peuvent être des incunables, des livres imprimés anciens, des livres rares, des livres ayant appartenu à une personnalité, des livres ayant une reliure précieuse ou remarquables par leur format, des livres présentant une évolution technique, des ouvrages à faible tirage ou dont il n'existe plus que quelques exemplaires, etc.
Dans des bibliothèques n'ayant pas de cabinet des manuscrits, ceux-ci y sont également conservés. L'enfer peut constituer une partie de la réserve précieuse.

## Bibliothèques possédant une réserve précieuse (sélection)
en Belgique
- Bibliothèque royale de Belgique
- Bibliothèque du musée royal de Mariemont
- Bibliothèque universitaire Moretus Plantin à Namur
- Bibliothèque universitaire de la Défense (BU Def)

en France